# 新古比雪夫斯克
53°6′N 49°56′E / 53.100°N 49.933°E
新古比雪夫斯克（羅馬化：Novokuybyshevsk）是俄羅斯薩馬拉州的一個城市，位於薩馬拉西南、伏爾加河左岸。2002年人口112,973人。
新古比雪夫斯克於1952年2月22日正式建市。